# Сидер Хилс (Јута)
Сидер Хилс (енгл. Cedar Hills) град је у америчкој савезној држави Јута.

## Демографија
По попису из 2010. године број становника је 9.796, што је 6.702 (216,6%) становника више него 2000. године.
| Група             | 2000.         | 2010.         |
| Белци             | 2.966 (95,9%) | 9.023 (92,1%) |
| Афроамериканци    | 3 (0,1%)      | 41 (0,4%)     |
| Азијати           | 16 (0,5%)     | 95 (1,0%)     |
| Хиспаноамериканци | 60 (1,9%)     | 411 (4,2%)    |
| Укупно            | 3.094         | 9.796         |